# Anthony Phelps

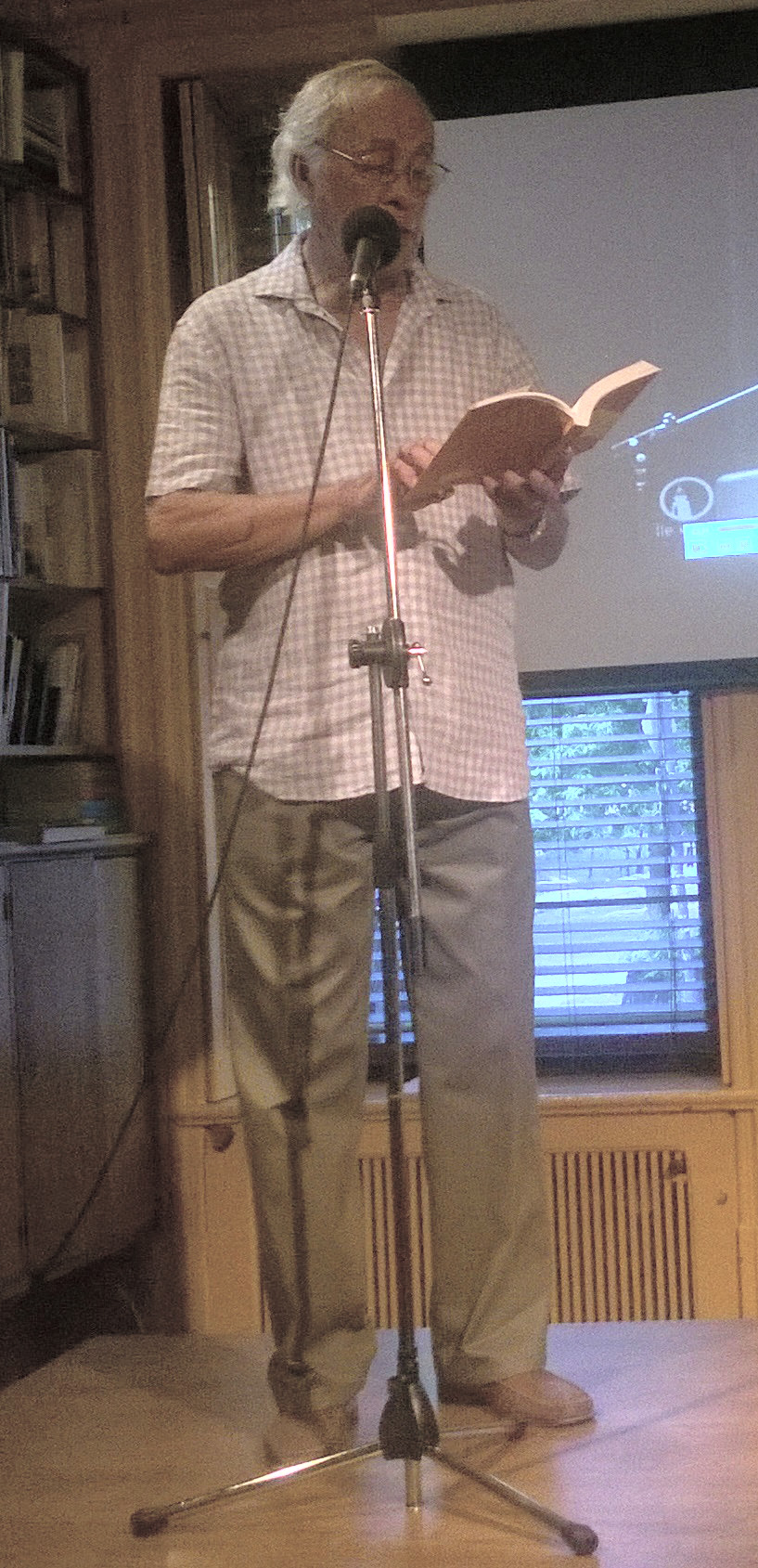
Anthony Phelps (2017)

Anthony Phelps (* 25. August 1928 in Port-au-Prince, Haiti; † 11. März 2025 in Montreal, Kanada) war ein haitianischer Schriftsteller.

## Leben
Anthony Phelps wurde am 25. August 1928 in Port-au-Prince geboren.
Im Jahr 1961 war Phelps Mitbegründer der Gruppe „Haiti Littéraire“ sowie der Zeitschrift Semences und wurde zu einer festen Größe in der haitianischen Kulturszene.
Nachdem Phelps unter dem diktatorischen Regime von François Duvalier ins Exil gezwungen worden war, ließ er sich im Mai 1964 in Kanada nieder. Nach zwanzig Jahren in der Nachrichtenredaktion von Radio-Canada ging Phelps 1985 in den Vorruhestand, um sich ganz dem Schreiben zu widmen.
2011 kam Phelps wieder zu einem Besuch nach Haiti, um den 50. Jahrestag der Gründung von Haiti littéraire zu begehen. Diese Vereinigung, der er zusammen mit René Philoctète, Villard Denis, Aka Davertige, Serge Legagneur, Roland Morisseau und Auguste Thénor angehörte, wollte „außerhalb der diktatorischen Politik von François Duvalier schreiben“ (Phelps). Er war der letzte Überlebende der Gruppe. Zuletzt kam Phelps 2013 nach Port-au-Prince, als er „Des fleurs pour les héros“ veröffentlicht hatte. Dieser Roman, der während der Diktatur der Duvaliers spielt und insbesondere die blutige Unterdrückung der Studenten der medizinischen Fakultät der Université d’État d’Haïti thematisiert, wurde sehr emotional in einer vom Centre de Recherche et de Formation Economique et Sociale pour le Développement (CRESFED) veranstalteten Diskussion behandelt.
Anthony Phelps verstarb in den frühen Stunden des 11. März 2025 nach längerer Krankheit in Montreal.

## Literarisches Werk
Phelps Werk ist universellen Themen wie Exil, Identität und der Suche nach Freiheit gewidmet.
Viele seiner Werke, die ins Spanische, Englische, Russische, und andere Sprachen übersetzt wurden, finden sich in den Beständen und Seminaren renommierter Universitäten wie Princeton oder der Iowa State University. Deutsche Ausgaben kamen ab Mitte der 2010er Jahre in die Buchhandlungen.
Zwei seiner Verse haben es zu sprichwörtlicher Bedeutung in seiner Heimat gebracht:

„Mon Pays si triste est la saison
qu'il est venu le temps de se parler par signes“

„Mein Land so traurig ist die Jahreszeit,
dass es Zeit ist, durch Zeichen miteinander zu sprechen“

„Le lavage des mains précède l'écriture du poème“

„Händewaschen kommt vor dem Schreiben des Gedichts“

## Rezeption
Emmelie Prophète schreibt im Nachruf auf Phelps, eine ganze Generation sei von seiner Poesie geprägt worden. Seine Stimme auf Vinyl aus dem Jahr 1966, als er „Mon pays que voici“ deklamierte und damit den Schmerz Tausender Menschen ausdrückte, die von der amerikanischen Besatzung, dem Imperialismus und seiner Gewalt gezeichnet waren, von der großen Verzweiflung, die seit jeher das Los der Haitianer ist, ganz gleich, wo sie sich befinden, habe einen festen Platz im kollektiven Gedächtnis seiner Heimat.
Cornelius Wüllenkemper fasste im Deutschlandfunk zusammen, das zweigespaltene Verhältnis zu seiner Heimat bilde Phelps literarisch äußerst raffiniert durch ein kunstvolles Spiel mit Perspektiven, Handlungsebenen und Erinnerungsversatzstücken ab.

## Auszeichnungen (Auswahl)
- 2014: Prix international de poésie „Gatien Lapointe – Jaime Sabine“[8]
- 2016: Prix Carbet de la Caraïbe et du Tout-Monde (für sein Gesamtwerk)[9]
- 2017: Grand Prix de poésie de l'Académie française[10]
- 2018: Grand prix de poésie de la SGDL[11]

## Veröffentlichungen (Auswahl)

### Lyrik
- Été (1960)
- Présence (1961)
- Éclats de silence (1962)
- Points cardinaux (1966)
- Mon pays que voici (1968, Neuauflage 2007)
- Motifs pour le temps saisonnier (1976)
- La Bélière caraïbe (1980)
- Même le soleil est nu (1983)
- Orchidée nègre (1987)
- Les doubles quatrains mauves (1995)
- Immobile voyageuse de picas et autres silences (2000)
- Femme Amérique (2004)

### Prosa
- Moins l'infini (1973, neu aufgelegt unter dem Titel Des fleurs pour les héros, 2013)
- Mémoire en colin-maillard (1976, neu aufgelegt 2015)
- Haïti! Haiti! (1985, neu aufgelegt unter dem Titel Le massacre de Jérémie: opération vengeance, 2014)
- La Contrainte de l'inachevé (2006)

## Filmische Würdigung
Arnold Antonin schuf im Jahr 2019 den dokumentarischen Film „Anthony Phelps à la frontière du texte“ (Anthony Phelps: An der Grenze der Worte; 79 Minuten), mit dem er das Werk von Phelps darstellte und würdigte.